# Maurice Carlier
Pour les articles homonymes, voir Carlier.
Maurice Carlier (Saint-Josse-ten-Noode, 1894 - Bruxelles, 1976) est un architecte, dessinateur, graveur, peintre et sculpteur belge. Il contribua au développement de la sculpture abstraite en Belgique au lendemain de la Seconde Guerre mondiale.

## Architecte de la reconstruction de Nieuport
Diplômé de l'École d'architecture Saint-Luc de Schaerbeek en 1917, Maurice Carlier se voit affecté en février 1919 à la reconstruction de la ville de Nieuport (Belgique) dans le cadre de l'initiative royale FRA (Fonds Roi Albert pour la reconstruction des régions dévastées).
Parallèlement à l'aménagement de divers baraquements pour la population de Nieuport, Maurice Carlier réalise une série d'aquarelles aux teintes vives. Celles-ci reflètent son émerveillement devant les pinacles des anciens immeubles ruinés, devenus de gigantesques sculptures amorphes.

## Designer de mobilier
Abandonnant un temps son activité d'architecte, Maurice Carlier travaille entre 1926 et 1931 pour l'ensemblier FORTITER (ARMEL). Il y dessine plusieurs ensembles mobiliers destinés à des demeures bourgeoises, sélectionnant les étoffes de ses meubles à Paris avant de les faire acheminer vers Malines où sont créés les meubles.
Fait rare pour l'époque, Maurice Carlier ne se contente pas de dessiner les meubles : il en réalise également les maquettes, qui constituent autant de témoignages de l'imprégnation de sa formation d'architecture.

## Sources
Sélection d'expositions
- 1928, Liège, Salon triennal de Belgique, exposition collective
- 1935, Bruxelles, Palais des Beaux-Arts
- 1945, Bruxelles, Palais des Beaux-Arts
- 1948, Bruxelles, Palais des Beaux-Arts
- 1950, Bruxelles, Palais des Beaux-Arts
- 1952, Anderlecht, Biennale La sculpture de plein air en Belgique, exposition collective
- 1955, Anvers, 3e Biennale de sculpture en plein air, exposition collective

Quelques institutions muséales possédant des œuvres de Maurice Carlier dans leur collection
- Bruxelles, BELvue Museum, série d'aquarelles 1918-1920
- Bruxelles, Musée royal de l'Armée et d'Histoire militaire, série d'aquarelles 1918-1920
- Bruxelles, Bibliothèque royale de Belgique, séries de monotypes et de burins
- Bruxelles, Archives de l'art contemporain de Belgique, correspondance avec le critique Maurice Bilcke
- Kemzeke, Verbeke Foundation, dessins, sculptures, gravures, maquettes[1]
- Liège, Musée d'Art moderne et d'Art contemporain (MAMAC), sculpture Fumées